# 長門 (火影忍者)
長門（ながと）是日本動漫系列《火影忍者》中的重要角色，同時亦擁有佩恩六道的身份，為「曉」組織的第二任首領，亦是雨忍者村的實際領導者。長門是漩渦一族（千手一族远亲）的後裔，血統遺傳自其母親，又具有被植入的輪迴眼，因此實力十分強大，在作品中數一數二。

## 人物

培因六道，從左至右：畜生道（後為雨忍紫陽花的屍體取代）、地獄道、修羅道、天道、人間道、餓鬼道。

### 個人檔案
- 個性：純真、懦弱[1]
- 喜歡的食物：烤魚、火鍋
- 討厭的食物：未知
- 父親：伊勢
- 母親：扶桑
- 希望交手的對手：只要是為了保護夥伴，就願意與任何人交手
- 喜歡的事：成長
- 興趣：修練忍術
- 師傅：自來也
- 同門：漩渦鳴人、彌彥、小南、波風湊（第四代火影）
- 查克拉性質：風、雷、水、火、土、陽[2]

### 外表與性格
佩恩，名字來自於英文「Pain（痛苦）」，其操控的六道特徵是清一色與天道（彌彥）生前相同的橘髮，本體長門則是留著紅長髮，瞳孔有著多重圈狀紋的「輪迴眼」的男子。代表「零葬」的「零」字戒指，佩戴在右手大拇指上。可以瞬間集結所有「曉」之成員，也可召喚用來封印儲存尾獸力量的外道魔像，其強大的封印術，可將尾獸力量從人柱力體中強行抽出。 六道佩恩是由長門以查克拉操縱六具屍體組成，視野可以共享。六道佩恩分別是天道、人間道、修羅道、畜生道、餓鬼道、地獄道，而長門是第七道外道。帶土在奪取長門的輪迴眼時曝出了長門是漩渦一族的後裔並以其紅髮作為佐證，同時帶土亦自稱是賦予長門輪迴眼的斑。而在宇智波帶土的回憶中，宇智波斑透露是自己在長門幼年時將自己的輪迴眼移植給了長門。本名长门取自于伊贺十一达人之一的忍者藤林长门守。

佩恩本尊 長門的真面目

## 劇情表現

### 入潛雨隱村篇
根據傳聞，培因是憑一人之力，打敗曾以壓倒性優勢擊敗三忍的雨忍者村頭目山椒魚半藏。在培因房內還有五具「曉」成員的身軀（自來也過去遇過的對手），這些軀體醒來，準備對付進入了雨忍者村偵查的自來也。培因的本體就是長門，他的輪迴眼擁有特殊的查克拉，並能將其灌注至黑棒之中，再把黑棒插在不同屍體之上以達至操縱屍體的目的。而培因六道剛好是過去自來也在遊歷各國時曾經遇過的人們。
自來也為了調查曉的根據地，而遭到了培因的圍攻，對於培因未知的能力，束手無策的自來也遭到培因五人用武器穿透身軀，最後用剩餘的一口氣將培因的秘密刻在深作背上（也有人說刻在深作背上的是自來也背上五根黑棒的位置。），結果遭到「修羅道」以「怪腕火矢」擊入水中，從此長眠，收拾自來也後，培因替補一人來代替「畜生道」並遵從鸢的命令和小南一起侵入木葉，準備捕捉鳴人。

### 六尾篇
長門殺死霧忍劍、在六尾人柱力泡沫和鳴人分手後襲擊泡沫，成功收服了六尾，導致六尾篇最後以悲劇收尾。

### 兩位救世主篇
佩恩六道分成誘敵組（成員包括「修羅道」、「餓鬼道」及「畜生道」）及探索組（成員包括「天道」、「人間道」、「地獄道」及小南）兩組，並成功越過木葉所設的結界，入侵木葉忍者村尋找漩渦鳴人並大肆破壞。
「天道」威脅伊魯卡說出鳴人的下落，卻被卡卡西制止，卡卡西與「天道」間的戰鬥一觸即發，在「天道」神羅天征的力量，卡卡西感到相當無力，這時「修羅道」又突然加入戰局，以為擊敗了卡卡西的「修羅道」卻敗於卡卡西和秋道父子的計策下，最後秋道父子和卡卡西亦被最強悍的「天道」完全擊敗。
木葉丸以螺旋丸擊倒「地獄道」，「畜生道」與「人間道」襲擊審問室，「人間道」用術知道了鳴人的下落並在山中父女前抽走靜音的靈魂，「天道」使出超·神羅天征，一擊將了木葉忍者村化作廢墟，而當下鳴人也正式歸來。
「修羅道」被「地獄道」召喚的閻羅王咀嚼而復活，並襲向第五代火影，但被歸來的鳴人一拳擊碎。鳴人與佩恩之戰一觸即發，由於鳴人掌握培因的相關情報，而且佩恩必須活捉鳴人不能殺死九尾，天道使出超·神羅天征後暫時失去能力，這些都使「修羅道」、「人間道」、「畜生道」、「地獄道」先後被鳴人以及五大蛤蟆以仙術搭配群體車輪戰術巧妙的擊敗。但鳴人與恢復能力的「天道」交手後，卻仍略遜一籌，而被萬象天引吸住，再復活的「餓鬼道」趁機吸收鳴人的仙術查克拉，卻因無法控制自然力量而變成石化蛙。三大青蛙蛤蟆健、蛤蟆文太、蛤蟆廣同時對「天道」發動攻擊，卻遭神羅天征彈飛，而傷勢慘重，這時準備對「天道」使出幻術的深作卻被萬象天引吸引，而被黑棒貫串死亡，並將鳴人的雙手以黑棒貫串壓倒在地，且向鳴人透露自己的理想，那就是利用尾獸兵器讓世人感受痛苦，讓世界邁向「和平」，此時佩恩六道的操縱者長門終於出現，長門的身體極為瘦削，坐在一座有六隻腳的機器之上，背上插有大量極長的黑棒。
雛田為了保護鳴人，說出自己對鳴人的愛慕，而遭到佩恩的攻擊，看著雛田受傷的鳴人憤然出現九尾，最激烈的大戰在此時引爆，「天道」嘗試使用神羅天征，但遭到反彈；然後使用萬象天引，吸引巨大石塊企圖壓制九尾，依然無效，長門使出禁術「地爆天星」試著壓制住鳴人，地爆天星使大地崩裂集中在宛如月球般的核心，不費吹灰之力困住九尾，長門嘆氣，終於抓到了。但地爆天星使用時副作用極大，長門口吐鮮血，小南試著阻止，長門不聽從，此時鳴人爆出八尾試圖突破地爆天星，九尾慫恿鳴人解除封印，正當要解除時，第四代火影出現了。
第四代火影透露當年操縱九尾的就是鳶，並鼓勵自己的兒子：「你一定能夠找到答案」，地爆天星隨著長門的衰敗而瓦解，鳴人想到用仙人模式逆向追蹤佩恩本體，並對「天道」扔出第一發螺旋手裏劍，「天道」使出神羅天征抵擋下來，沒想到竟然是影手裏劍，在關鍵的五秒內鳴人再向「天道」扔出最後一發螺旋手裏劍。「天道」巧妙的避開螺旋手裏劍，鳴人奮力向「天道」進攻，「天道」也毫不遜色。最後鳴人準備使用螺旋丸，「天道」認為螺旋丸無法投擲，而鬆懈下來，哪知鳴人竟然利用影分身投擲鳴人本體，並大聲吶喊「想要叫我放棄的話你放棄吧！」並用螺旋丸打中了並擊敗「天道」，畫下了佩恩六道的休止符，並用控制的棒子找到六道佩恩的操縱者長門。
兩人會面後，長門為了讓鳴人了解自來也所說的和平理念都是戲言，而開始訴說自己人生的兩個悲痛與對忍者界的痛恨，第一是雙親誤被木葉忍者殺死。幸而遇上了彌彥、小南和自來也，並得其指導忍術；而他們亦從自來也那兒開始了追尋和平的夢想。後來他們創立了一個組織，以彌彥為首，帶領著許多忍者，成為獨當一面的勢力。人生的第二個悲痛，就在此時發生－－彌彥的死亡。雨忍者村領袖山椒魚半藏懼怕其組織的勢力過於強大，假意與其聯手，其實為了個人利益，捉住小南並命令長門殺了彌彥，彌彥為救小南而自殺，沒有了彌彥組織也隨之崩潰，其他的夥伴也被清算，導致長門認為自己以前的夢想就像垃圾一樣。
鳴人終於理解到長門的深刻苦痛，無意殺死長門，反而拿出自來也的堅毅忍傳（ド根性忍伝），並訴說自己對追尋和平永不言棄的理想。長門終於明白眼前的人是個能託付大事的人，便用自身碩果僅存的查克拉施展－「外道·輪迴天生之術」，讓木葉忍村這次戰鬥死去的人全數靈魂歸回復活，但卻也因查克拉耗盡而死。臨終前，讓鳴人獲勝與回歸木葉，他自言自己的「任務」已經完成，這一切應是真正的神的傑作。事情告一段落，小南脫離了曉，帶著長門及彌彥的遺體回到雨忍者村，而他們三人及自來也的希望也全都寄託予鳴人身上。
從最後小南的說明中，可以得知天道的確是由彌彥的屍骸所製成；而輪迴眼的擁有者可以使用佩恩六道的所有招數；長門是第七位佩恩外道，他的瞳力能夠操控有關生與死的術，超越了這個世界的生死法則。在漫畫489話裡長門被藥師兜以穢土轉生之術召喚出來。漫畫第508話中，宇智波帶土為了取得輪迴眼奪取長門的遺體，來到雨忍者村和小南對峙。

### 大戰前夕篇
漫畫第510話中，帶土取走了長門的輪迴眼並轉身離去，並稱長門是漩渦一族的後裔。
漫畫第511話當中，亦透漏了長門、彌彥、小南與自來也之間的回憶。當年三人接受了自來也的指導，並且在某棟小屋生活了一段時期，當時四人用門牌卡作為暗號，紅色面朝外表示人在屋子裡，白色面表示本人出去不在。後來彌彥成立了「曉」，由於人數規模變多，為了要尋覓更大的地點作為「曉」的根據地，三人只得告別和自來也生活時期的小屋，並且約定夢想實現的那天，要回到那間小屋與自來也一同慶祝理想的成功。但此時出現刺客襲擊三人的所在處，長門、彌彥、小南藉著自來也在小屋設置的秘密通道躲過一劫，除了小南、自來也離開小屋以前翻轉了門牌卡以外，長門、彌彥日後都再也無法親自回到小屋翻轉門牌卡。
小南被帶土殺害之後，染上小南身上鮮血的紙片，隨風飄揚到當年四人一起生活的小屋，不偏不倚的落在門牌卡上。至於自來也的門牌卡，則被生長在荒蕪小屋裡的爬藤植物壓得翻轉過來。使得四人的門牌卡，皆以紅色面朝外的模樣，掛在荒廢的小屋牆上，象徵師徒四人回到了「家」再度重逢。

### 四次忍戰時期篇
被穢土轉生術召喚出來的長門和宇智波鼬，在第四次忍戰對上八尾人柱力殺人蜂和漩渦鳴人。在趕住戰場中用輪迴眼六道的能力逆向感知出藥師兜的位置並告訴給鼬。鼬透過寄託在鳴人身上的烏鴉使出幻術別天神脫離穢土轉生的控制，轉而幫助鳴人和殺人蜂，隨後長門則被兜完全控制，藉由吸收殺人蜂的八尾查克拉恢復至最佳狀態，並分別使用人間道、修羅道、畜生道和地獄道的招式，使鳴人和殺人蜂同時面臨被長門捕獲的危機，所幸鼬及時使用須佐能乎使他們僥倖得救，之後長門發動地爆天星，被三人聯手合力破解，由此長門短暫恢復意志，並在交代完遺言之後自願被鼬的十拳劍封印。

## 術
本體長門為操縱生與死的第七培因－外道，能使用六道培因的所有能力。由於支配六道培因的本體查克拉被黑棒隱藏，故本體的位置難以被逆追蹤。然而長門的行動能力因過去的經歷而有所限制，他的雙腳被半藏重傷，且在初次召喚外道魔像並與其同步時損傷脊椎，因此他必須在機械或其他外力的輔助下才能夠移動，就連穢土轉生時也是如此。
| 招式名稱     | 簡介 | 種類 | 等級 |
| ------------ | --- | ---- | ---- |
| 風遁·烈風掌  | 長門少年時自來也傳授的絕招，合掌後使出狂風。 | 忍   | C[4] |
| 幻燈身之術   | 發出思念波及製造幻象來聯絡其他「曉」成員。 | 忍   | -[5] |
| 五封結界     | 在結界內，一切攻擊都無效，只有同一時間撕去分佈在結界周邊的五個「禁」字元才能破解結界。 | 忍   | A[6] |
| 鏡面襲者之術 | 佈置在「五封結界」中的陷阱。當有人撕掉「禁」字元時，就會復制出與撕符者擁有相同外表、能力的複製品，並展開攻擊，缺點是只擁有撕符者剛撕下符咒時的力量。                                                                                       | 忍   | A[7] |
| 雨虎自在術   | 這是一種感應的術，能夠自由自在的操縱附著了自身査克拉的雨。雨忍者村每個星期天都會下雨，這雨是培因用自己的査克拉製造出烏雲所降下的雨，每一滴雨都會密切的與培因的感覺連在一起，因此如果有村民以外的人入侵忍者村時，就能夠偵測到入侵者的存在。 | 忍   | -[8] |

### 六道
| 名稱   | 術式&能力 |
| ------ | --- |
| 天道   | 神羅天征、地爆天星、萬象天引等，見下方的瞳術欄。 |
| 畜生道 | 使用通靈之術召喚出各種通靈獸因應各種戰鬥狀況。 |
| 人間道 | 藉由抓住對方的頭快速讀取全部記憶，讀取完記憶就會取下那人的靈魂。 |
| 地獄道 | 此術可以召喚冥府之王，能將活人的靈魂抽出並吞噬，只要被抓到就會瞬間失去力量無法抵抗，亦能用來審問敵人審判其回答的真偽，還能用於修復靈魂和肉體。 |
| 修羅道 | 用六道之力的通靈之術在身上招換武器及兵器，讓全身化為凶器。此術所召喚的武器能以未知技術製造，不受限現代技術，遠距離到近距離武器依照戰況進行換裝，遇到何種對手都能應付。 怪腕火矢：把上臂像火箭一樣發射攻擊，可同時發射砲彈增加破壞力。其手臂受到查克拉的強化保護，亦能隨意吸回並接合。 |
| 餓鬼道 | 封術吸印：吸收所有屬性的忍術及查克拉。 |

### 瞳術
長門所製作的六道培因皆由屍體製成，由長門控制與賦予能力。培因是無意志、無靈魂，不會感到痛苦或疲倦的人，腦中設有幻術防禦，使普通等級的幻術對其無效。
| 招式名稱          | 簡介 | 種類                 | 等級  |
| ----------------- | --- | -------------------- | ----- |
| 輪迴眼            | 被稱為三大瞳術中最崇高的眼睛，據說一切忍術的始祖六道仙人就擁有輪迴眼，以此能讓一個人能夠使出原本不可能做到查克拉的六大性質變化，擁有像神話一樣的能力，既能創造一切，亦能極盡破壞。 | 血繼限界             | -[9]  |
| 象轉之術          | 天道的能力之一，使其他人得到與自己相同的相貌並可使用自己會的一切術（包括血繼限界），但查克拉只有本體的三成，行動受本體控制，永遠失去自我意識，一旦査克拉用完便死亡。 | 血繼限界、忍         | -[10] |
| 外道·輪迴天生之術 | 外道能力之一，用閻羅王釋放出靈魂，使其迅速回歸亡者之身，並以完整的型態復活，能夠復活多人，但是此術查克拉耗量極大，倘若施術者剩餘的查克拉量不足，會令施術者查克拉耗盡而亡。 | 血繼限界、忍         | -[11] |
| 通靈術·外道魔像   | 施術者必須被巨大的魔像植入數量不等的黑棒，能讓魔像的口中釋放出龍型查克拉，只要接觸到就能瞬間取走靈魂。還能作為封印尾獸的容器，或是消耗其中貯存的查克拉製造大量白絕。魔像本身亦有不凡的戰鬥能力，魔像即是十尾的軀殼。 | 血繼限界、忍         | -[12] |
| 封印術·幻龍九封盡 | 集中曉成員的意識來啟動封印的外道魔像，藉由從封印術口中的「吸引査克拉」強行抽出祭品之力的「尾獸」査克拉，並進行封入魔像。 | 血繼限界、封印術、忍 | S[13] |
| 通靈之術          | 畜生道的能力之一，不需要簽訂血之契約就可以召喚通靈獸的通靈術，也可以通靈出培因支援戰鬥。 | 血繼限界、忍         | C     |
| 通靈輪迴眼[注 1]  | 畜生道的能力之一，通靈出的動物的眼睛擁有複製而成的「輪迴眼」，其視野可以共享，能作為本體長門缺乏機動性時的彌補。 | 血繼限界、忍         | -[14] |
| 增幅通靈之術      | 畜生道的能力之一，賦予通靈獸「一被攻擊就增殖」的條件，基本上只有擊敗通靈術的使用者才能讓通靈獸消失。 | 血繼限界、忍         | B[15] |
| 神羅天征          | 天道的能力之一，以本身為中心，向外全方位排斥所有的物質或攻擊，此術使用過後會有一定的冷卻時間，而冷卻時間的長短取決於施放規模的大小，小規模的神羅天征在下次使用期間有約五秒鐘的空隙。如果要使出大規模的神羅天征，必須把所有培因的查克拉都集中於天道體內，威力足以摧毀一座城市，但會導致長門的壽命縮短，而且會有一段時間無法使用天道的能力，其他培因也需要比較長的時間才能恢復行動。 | 血繼限界、忍         | -[16] |
| 萬象天引          | 天道的能力之一，以本身為中心，向自己手掌所指定的方向吸引所有物質，在動畫中施展時掌心出現黑色漩渦。 | 血繼限界、忍         | -[17] |
| 地爆天星          | 天道的能力之一，發動條件為天道培因必須夠靠近長門時才可使用。將超高密度的小型査克拉球聚集於兩掌之間，並向目標拋擲，以此球為聚集點，向外超大範圍的吸引所有物質，直到施術者停止使用為止，據說月球就是六道仙人使用地爆天星為了封印十尾的軀殼而成的。 | 血繼限界、忍         | -[18] |

## 武器
- 黑棒[注 2]
被黑棒插入之人、事、物會被長門的查克拉控制行動，如：長門透過黑棒賦予六道培因和召喚獸一部分的六道能力，且可以共享視野。或是作為武器，使被其刺中的敵人查克拉被打亂，同時感受到精神上的恐懼。

### 腳注
1. ↑  日文原文：口寄せ輪廻眼
2. ↑  據陣之書 P.255所述，黑棒正式名稱為「黑色接收器」，是輪迴眼使有者特有的能力。

### 資料來源
1. 1 2 3 4 5  陣之書 P.127
2. 1 2  陣之書 P.126
3. 1 2  陣之書 P.206
4. ↑  者之書 P.300
5. ↑  者之書 P.254
6. ↑  者之書 P.255
7. ↑  者之書 P.246
8. ↑  者之書 P.225
9. ↑  者之書 P.313
10. ↑  者之書 P.268
11. ↑  陣之書 P.251
12. ↑  陣之書 P.247
13. ↑  者之書 P.294
14. ↑  陣之書 P.248
15. ↑  者之書 P.282
16. ↑  陣之書 P.260
17. ↑  陣之書 P.281
18. ↑  陣之書 P.268

1. 《者之书》，岸本齐史，台湾东立出版社，ISBN 978-4-08-874247-2，2008年9月9日
2. 《陣之书》，岸本齐史，台湾东立出版社，ISBN 978-986-382-631-6，2015年2月10日
3. 《火影忍者》漫画和动画